# Сасыкколь (село)
Сасыкколь (каз. Сасықкөл) — село в Сырымском районе Западно-Казахстанской области Казахстана. Входит в состав Алгабасского сельского округа. Код КАТО — 275833500.

## Население
В 1999 году население села составляло 508 человек (268 мужчин и 240 женщин). По данным переписи 2009 года, в селе проживало 329 человек (171 мужчина и 158 женщин).